# Ectemnius continuus rufitarsis
Ectemnius continuus rufitarsis é uma subespécie de insetos himenópteros, mais especificamente de vespas pertencente à família Crabronidae.
A autoridade científica da subespécie é Dalla Torre, tendo sido descrita no ano de 1897.
Trata-se de uma subespécie presente no território português.